# Cratere Elvey
Elvey è un cratere lunare di 80,21 km situato nella parte nord-orientale della faccia nascosta della Luna, vicino al bordo settentrionale della regione di materiale espulso (ejecta) che circonda il bacino di impatto Mare Orientale. A nord di Elvey è presente il piccolo cratere Nobel.
È un cratere eroso con il bordo solo parzialmente intatto sul lato orientale, mentre il resto è irregolare e meno distinguibile. Queste condizioni potrebbero essere state causate dal materiale espulso dal Mare Orientale che si trova a sud. Nel bordo nord-occidentale sono presenti un paio di piccoli crateri.
A meno di due diametri di distanza a sud è presente un piccolo cratere da impatto, che si trova al centro di una raggiera che si estende in tutte le direzioni per circa 200 km. La porzione centrale di questo sistema forma una regione di materiale con un'albedo più alta, mentre i raggi diventano meno marcati con l'aumentare della distanza. Ulteriormente a nordovest è presente una raggiera più grande ma meno distinta, che si incrocia con la precedente nella regione dove è situato il cratere Elvey.
Il cratere è dedicato all'astronomo statunitense Christian Thomas Elvey.

## Crateri correlati
Alcuni crateri minori situati in prossimità di Elvey sono convenzionalmente identificati, sulle mappe lunari, attraverso una lettera associata al nome.
| Elvey | Coordinate           | Diametro (in km) |
| ----- | -------------------- | ---------------- |
| G     | 7°45′00″N 98°01′12″W | 13,48            |
| K     | 5°58′12″N 98°58′12″W | 21,64            |